# Cataspilota lolodorfana
Cataspilota lolodorfana är en bönsyrseart som beskrevs av Giglio-tos 1911. Cataspilota lolodorfana ingår i släktet Cataspilota och familjen Mantidae. Inga underarter finns listade i Catalogue of Life.